# 米本城
米本城（よなもとじょう）は、千葉県八千代市にあった日本の城。米本城跡。地元では「龍牙城（りゅうげじょう）」などと呼ばれている。

## 概要
室町期から戦国期にかけて周辺地域で有力土豪だった村上氏の居城。「一の郭・二の郭・三の郭」から構成されている平山城で規模は南北約300m・東西約150m、面積は約45000m2。

## 構造
米本城の原型は室町時代に形作られ、太田道灌の臼井城攻めや安房里見氏の侵攻、上杉謙信の臼井城攻めなど多くの戦を経て、現在の南北約300ｍの城郭に拡張していったと考えられている。

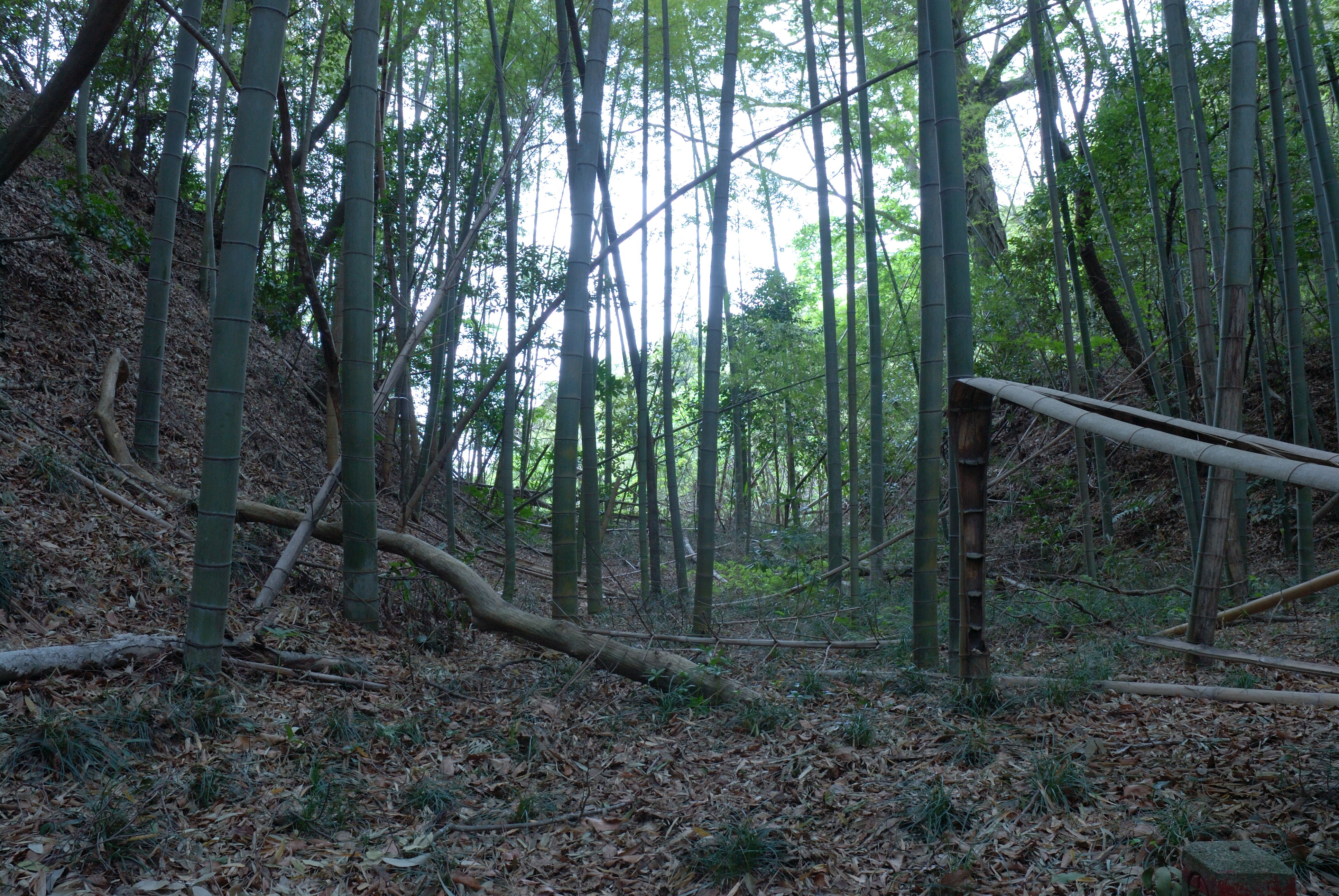
三の堀

付近の台地から南に延びる比高20m程度の舌状台地上に占地し、舌状台地先端の一郭から三郭までの三つの郭を連ねる。また、郭としては不明瞭ではあるが、三郭の東方及び台地基部にも郭のものと考えられる遺構が存在する。
三郭の空堀は浅いものであるが、中央に渡る土橋の東側に三郭からの張り出しが存在し、空堀に対して横矢が掛かる。三郭東端にはまたL字状土塁を伴う虎口が設けられており、二郭の外枡形様を呈している。

## 遺構
採砂によって主要部は失われたが、曲輪、土塁、空堀などの遺構が残る。現在、城館の敷地は竹林に覆われている。また、天然の堀の役目を果たす新川には、城橋という名称の橋が架かる。

## 沿革
- 文明11年（1479年）、太田道灌勢が米本の龍ヶ城を攻めたとの記録があり、この龍ヶ城を米本城に比定する向きがある。
- 天文年間、村上国綱、綱清父子により築城されたと伝わる。
- 永禄元年（1558年）、米本城が攻められ落城し、城主綱清が自決したと伝わるが、臼井城と連携していたと考えられていることから、落城時期を永禄4年（1561年）と考える向きもある。
- 昭和42年（1967年）、土採り目的で一郭及び二郭が削られ湮滅した。

## 所在
千葉県八千代市米本字内宿。旧下総国印旛郡米本村内宿。

## 交通
- 東葉高速線八千代中央駅下車　国道16号左回り徒歩約30分